# Be Your Own Pet (album)
Be Your Own Pet è l'album di debutto del gruppo musicale statunitense Be Your Own Pet, pubblicato il 27 marzo 2006 dalla XL Recordings nel Regno Unito. Successivamente è stato pubblicato anche negli Stati Uniti dalla Ecstatic Peace! il 6 giugno dello stesso anno.

## Tracce
1. Thresher's Flail – 2:07
2. Bunk, Trunk, Skunk – 1:28
3. Bicycle, Bicycle, You Are My Bicycle – 2:06
4. Wildcat! – 1:23
5. Adventure – 2:32
6. Fuuuuun – 1:20
7. Stairway to Heaven – 1:45
8. Bog – 2:18
9. Girls on TV – 2:29
10. We Will Vacation, You Can Be My Parasol – 2:03
11. Let's Get Sandy (Big Problem) – 0:58
12. October, First Account – 2:59
13. Love Your Shotgun – 3:00
14. Fill My Pill – 3:26
15. Ouch – 3:26

## Formazione
- Jemina Pearl – voce
- Nathan Vasquez – basso, cori
- Jonas Stein – chitarra, cori
- John Eatherly – batteria, percussioni

## Classifiche
| Classifica (2006) | Posizione massima |
| ----------------- | ----------------- |
| Regno Unito       | 47                |